# Clan Hotta

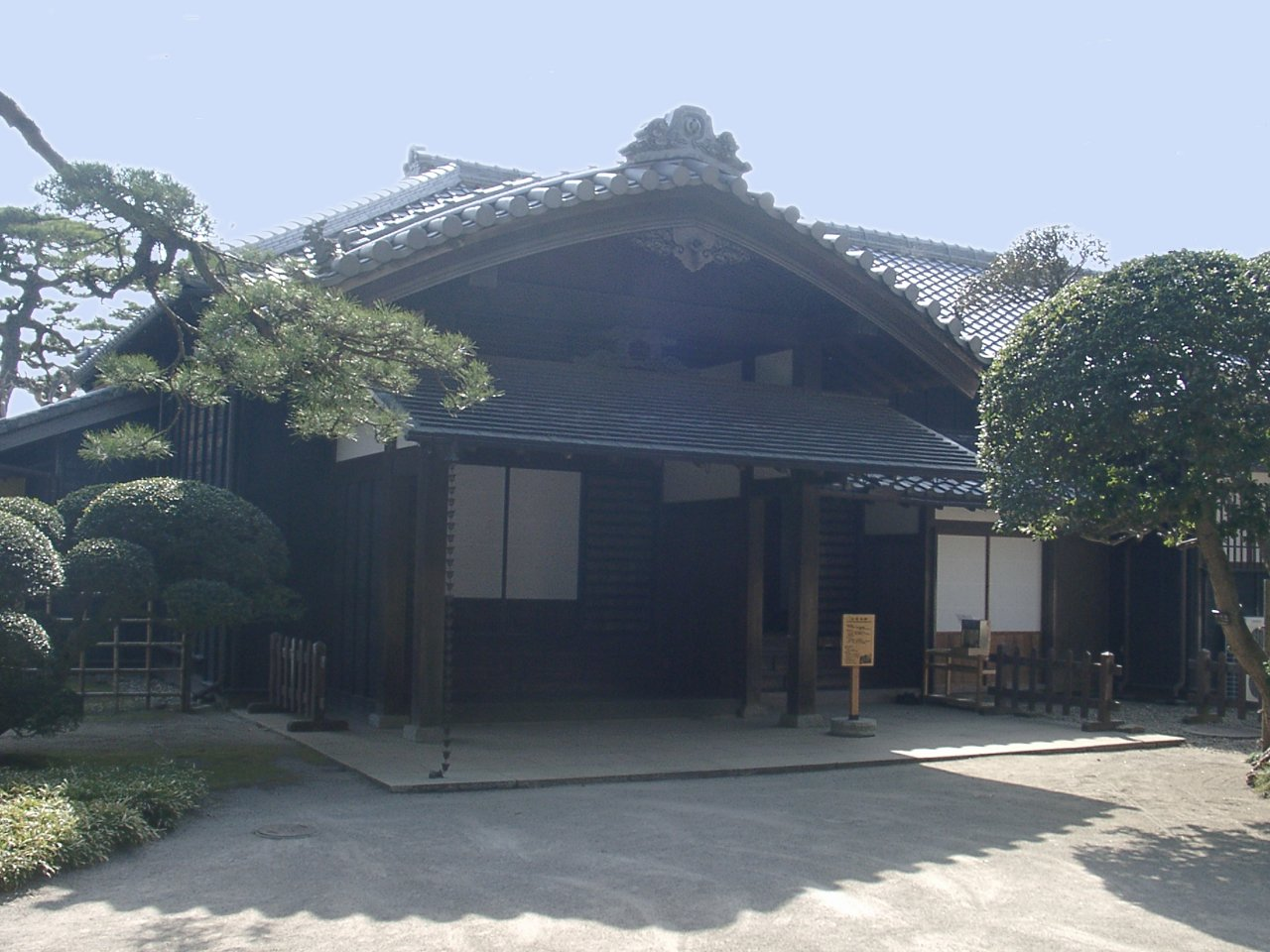
Résidence historique du clan Hotta.

Le clan Hotta (堀田氏, Hotta-shi) est un clan japonais qui dirige le domaine de Sakura à la fin de l'époque d'Edo. Le Jindai-ji situé dans la ville actuelle de Sakura est le bodaiji du clan, c'est-à-dire le temple familial et contient de nombreuses tombes des membres éminents du clan Hotta.

Emblème (mon) du clan Hotta.

Emblème (mon) de Hidari Mitsudomoe.